# دانيال متولي
دانيال متولي (بالإنجليزية: Daniel Mitwali)‏ هو لاعب كرة قدم أسترالي في مركز الوسط، ولد في 20 يناير 1992 في سيدني في أستراليا. لعب مع فيهين فيسبادن ونادي كفرسوم.

## وصلات خارجية
- دانيال متولي على موقع Soccerway.com (الإنجليزية)